# Касторна (Курський район)
Касторна (рос. Касторная) — присілок в Курському районі Курської області Російської Федерації.
Населення становить 58 осіб. Входить до складу муніципального утворення Моковська сільрада.

## Історія
Населений пункт розташований на території українського етнічного та культурного краю Східна Слобожанщина.
Від 2004 року входить до складу муніципального утворення Моковська сільрада.

## Населення
| 2002 | 2010 |
| ---- | ---- |
| 48   | ↗58  |